# Цифровий кінопроєктор
Цифровий кінопроєктор — відеопроєктор з високою роздільною здатністю й потужним світловим потоком, спеціально спроєктований для демонстрації цифрових кінофильмів на великому екрані в кінотеатрі. Завдяки цьому пристрою технології цифрового кінематографа дозволяють при виробництві й демонстрації фільмів обходитися без кінострічки. 

## Технологія

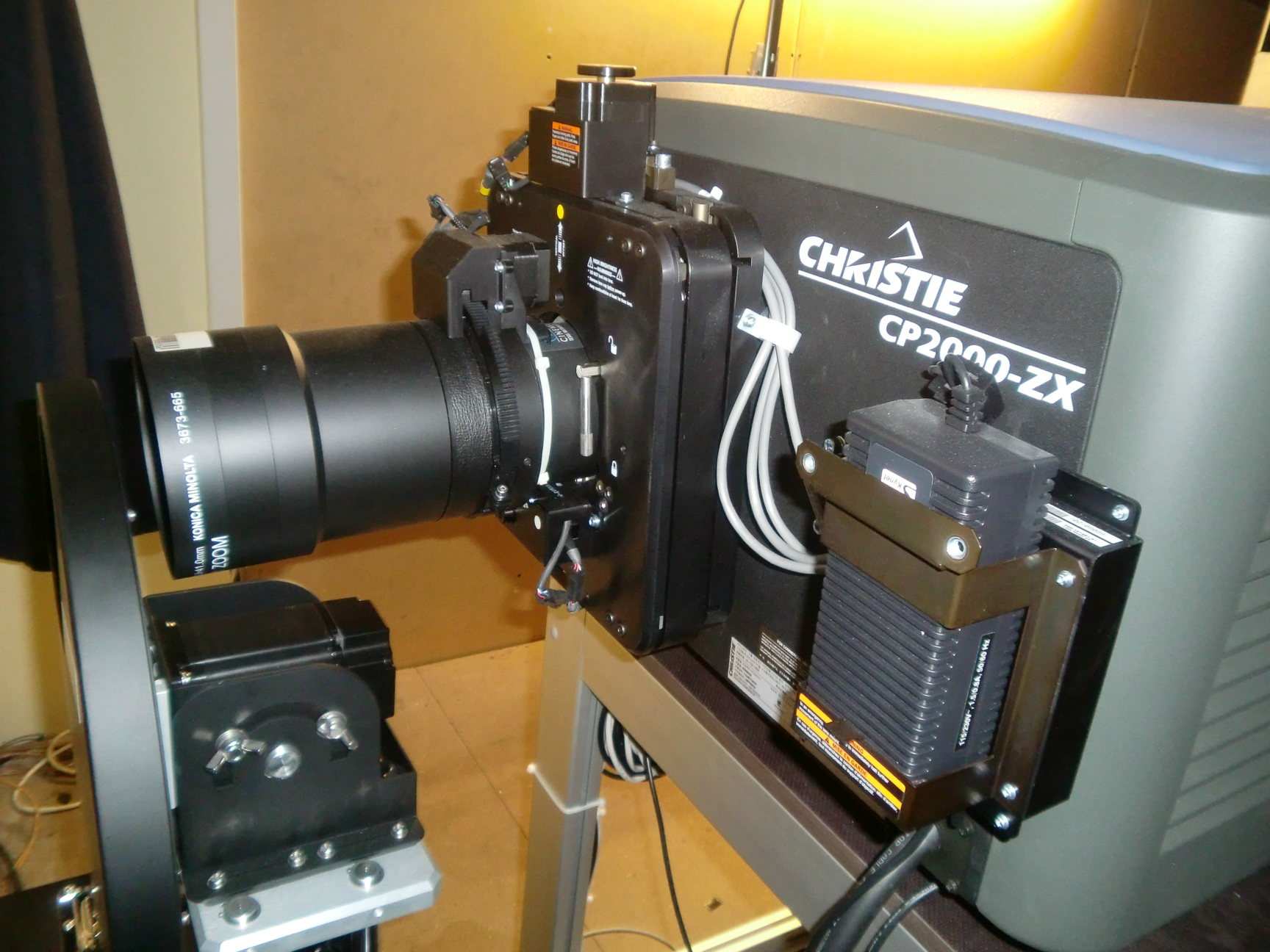
Цифровий кінопроєктор Christie в 3D-кінотеатрі.

Цифрова кінопроєкція стала доступною після появи технологій, які забезпечують на великому кіноекрані світлові потоки, зіставні з традиційними плівковими кінопроєкторами при високій роздільності й точній передачі градацій яскравості. На сьогодні основними технологіями в цифровій кінопроєкції є DLP (англ. Digital Light Processing), запатентована компанією «Тексас Інструментс» (англ. Texas Instruments) і основана застосуванням мікродзеркал, що відхиляються, а також SXRD (англ. Silicon X-tal Reflective Display), що використовує замість мікродзеркал рідкокристалічні комірки й розроблена фірмою «Sony». Перша технологія створена за принципом епіскопічної проєкції, тобто працює у відображеному світлі, а не в тому, що проходить. Це виключає ефект «решітки», властивий раннім відеопроєкторам, коли на екрані видно проміжки між окремими пікселями. Також це збільшує теплостійкість матриці й дозволяє використовувати як джерело світла кінопроєкційну ксенонову лампу.
Третя конкуруюча технологія D-ILA (англ. Direct Drive Image Light Amplifier), розроблена компанією JVC, поєднує принципи двох попередніх. Рідкі кристали наносяться на металеву пластину і так само, як в DLP, працюють на відображення.  
Більшість сучасних цифрових кінопроєкторів забезпечують високу роздільну здатність, яка в цифровому кіно позначається - 2K, що відповідає приблизно 2000 пікселів за довгою стороною кадру. Точні значення залежать від співвідношення сторін кадру. У більшості випадків це 2048x1080 пікселів. Новітні цифрові проєктори мають роздільну здатність 4K, що відповідає 4000 (4096) пікселів по горизонталі.

## Цифрові стандарти
При демонстрації кінофільму цифровий кінопроєктор отримує відеодані зі спеціального відеосервера, що розпаковує цифровий фільм із жорсткого диска. Відповідно до стандартів DCI цифрове кіно зберігається в контейнері MXF, де стискаються за технологією JPEG2000. У цифровому кінематографі не використовуються стандарти стиснення відео, які застосовують на телебаченні високої чіткості. Кожен кадр відеопотоку зберігається з однаковим ступенем стиснення і з повною роздільністю. Найпростіша цифрова кіноустановка складається з проєктора і сервера відтворення, які з'єднані через зашифрований інтерфейс, що усуває несанкціоноване копіювання фільму навіть обслугою. Сервер обладнано дисковим масивом, на якому зберігаються 3-5 повнометражних фільмів, які на даний момент у прокаті, а також рекламні ролики й заставки. Кіномеханік за допомогою сервера може створювати плейлисти та програмувати кіносеанси на декілька днів уперед.

## Переваги цифрового кінопоказу
Цифровий кінопроєктор, на відміну від традиційного, не потребує перезарядки частин фільму, оскільки вся фільмокопія зберігається на одному сервері відтворення. Це робить непотрібним встановлення в апаратній декількох постів кінопроєкції, що забезпечували в епоху плівок безперебійний кінопоказ.
Цифровий кінопроєктор володіє більш низьким рівнем виробленого шуму, завдяки чому цифровий кінопоказ забезпечує вищу якість звуку і комфорту глядачів.
Крім того, цифровій копії фільму не загрожує механічний знос і обриви, на відміну від кіноплівки, яка мала обмежений ресурс прокату й значне зниження якості зображення після кількох сеансів. Цифрове копіювання файлів фільму значно дешевше за друк на кіноплівці й екологічніше, тому що виключає лабораторну обробку, що дає токсичні відходи. Завдяки необов'язковості фізичної доставки, з'явилася можливість легко проводити світові кінопрем'єри одночасно в будь-якій точці земної кулі. Фільмокопія дозволу 2K, що займає об'єм в 160-200 Гб, може бути одночасно передана захищеним каналом в усі потрібні кінотеатри.

## Розповсюдження
Більша частина сучасних кінотеатрів вже оснащена цифровими кінопроєкторами і технологіями цифрового кінопоказу. Ці технології дозволяють значно підвищити якість зображення в порівнянні з плівковою. Кінотеатри, які будують або реконструюють так само оснащують цифровими кінопроєкторами замість традиційних внаслідок численних переваг. 3D технології в переважній більшості використовують цифрову кінопроєкцію. На сьогодні частка цифрової кінопроєкції постійно росте, поступово витісняючи плівкову. Багато кінофільмів виробляються за цифровою технологією, і частка друкованих на кіноплівці фільмокопій постійно знижується, залишаючись в кінопрокатних організаціях, які не мають коштів на придбання цифрових кінопроєкторів, які значно перевищують за вартістю найсучасніші плівкові. За загальними оцінками, вартість дообладнання існуючого кінотеатру цифровим постом проєкції обходиться в середньому близько 100 тисяч евро.

## Виробники
В даний час ключовими виробниками цифрових кінопроєкторів є фірми «Крісті» (англ. Christie), «Барко» (англ. Barco), «НЕК» (англ. NEC), «Кінотон» (нім. Kinoton), «Чінемекканіка» (італ. Cinemeccanica) і «Sony» (англ. Sony).